# Квинт Консидий
Квинт Консидий (Quintus Considius) е политик на Римската република през 5 век пр.н.е.
Произлиза от фамилията Консидии. През 476 пр.н.е. Консидий е народен трибун заедно с Тит Генуций. Подготвя аграрен закон. С Тит Менений Ланат двамата трибуни се стремят да успокоят положението след избиването на 306 Фабии в битката при Кремера.
Консули тази година са Авъл Вергиний Трикост Руцил и Спурий Сервилий Приск.